# Griger Miklós
Griger Miklós, teljes nevén Grieger Miklós Antal (Körmöcbánya, 1880. november 22. – Budapest, Ferencváros, 1938. február 28.) római katolikus pap, nemzetgyűlési képviselő, legitimista politikus.

## Életpályája
Polgári származású családban született. Édesapja Griger Antal (1850–1902) körmöcbányai mészáros, és édesanyja Tillesch Mária volt. Teológiai doktorátust szerzett a budapesti tudományegyetemen.
A nemzetgyűlésben 1920-tól volt képviselő. Az 1926. és az 1931. évi általános választásokon újra a csomai kerület mandátumával került be a képviselőházba. A kormánytámogató kereszténypárt kebelén belül működött, ám a parlamentben a Bethlen-kormányt élesen bírálta. Papi hivatását egész életében gyakorolta: Jánosréten, Bakonysárkányban, Sóskúton, végül 1930-tól Bicskén volt plébános.
Griger alapító tagja volt a legitimista Nemzeti Néppártnak, amely Gömbös Gyula kormányával szemben ellenzéki programot hirdetett. 1935-ben pártjával nem jutott be a parlamentbe. Miután szembekerült pártja több befolyásos személyiségével, így gróf Sigrayval, Somlyódi László pártigazgatóval és Payr Hugóval, lemondott elnöki tisztségéről. Gömbös Gyula halála után, 1937-ben Lovasberényben szerzett ismét mandátumot.
Halálát szívbénulás okozta.

## Emlékezete
„Budapesten hunyt el, tiszteletére a belvárosi Ferences Templomban szentmisét tartottak (1938. márc. 2-án). Sóskúton temették el (márc. 3-án). Tiszteletére Sóskút község Griger Miklós-alapítványt létesített (2011-ben felújította működését). Halála után a bicskeiek szobrot állítottak emlékére a helyi katolikus templom mellett. A szobor 1945-ben eltűnt, a rendszerváltás után Domonkos Béla szobrászművész újraalkotta a szobrot (újra felavatva: 1991).”

## Művei
- Az ördög kopója, vagyis iszákosság (Budapest, 1912)
- A lelkipásztor az antialkoholizmus szolgálatában. A bevezetőt Fischer-Colbrie Ágost írta (Budapest, 1912)
- Két beszéd a földbirtokreformról (Budapest, 1920)
- Krisztus helyett követségben (Budapest, 1931)
- A legitimizmus és a magyar feltámadás. Aktuális-e a királykérdés? (Budapest, 1936)
- Griger Miklós, a Nemzeti Néppárt országos elnökének újévi beszéde (Budapest, 1936)
- Griger Miklós beszéde, amelyet elmondott az 1914–1918. évi világháború tűzharcosainak támogatásáról szóló törvényjavaslat képviselőházi tárgyalása alkalmából (Képviselőházi Értesítő, 1937)
- Népkirályság, vagy diktatúra (A Korunk Szava Népkönyvtára. Budapest, 1937)
- Griger Miklós feljegyzései; szerk., bev., jegyz. Mózessy Gergely; Székesfehérvári Püspöki és Székeskáptalani Levéltár, Székesfehérvár, 2022 (Források a Székesfehérvári Egyházmegye történetéből)
- cikkek az Egyházi Közlöny, az Alkotmány és az Igaz Szó című lapokban